# Kaiserslautern-Saarbrücken Computer Science Cluster
Der Kaiserslautern-Saarbrücken Computer Science Cluster fasst die Informatik-Institutionen der Universitätsstandorte Kaiserslautern und Saarbrücken zusammen. Die Institutionen beschäftigen etwa 800 Forschende, die das volle Spektrum von der Grundlagen- bis zur angewandten Forschung abdecken. Alle Institutionen arbeiten eng in Forschung, Ausbildung und Technologietransfer zusammen.

## Institutionen
- Center of IT-Security, Privacy and Accountability (CISPA), Saarbrücken[1]
- Deutsches Forschungszentrum für Künstliche Intelligenz, Kaiserslautern, Saarbrücken
- Fachbereich Informatik, Universität Kaiserslautern, Kaiserslautern
- Fachbereich Informatik, Universität des Saarlandes, Saarbrücken
- Fraunhofer-Institut für Experimentelles Software Engineering, Kaiserslautern
- Fraunhofer-Institut für Techno- und Wirtschaftsmathematik, Kaiserslautern
- Internationales Konferenz- und Begegnungszentrum für Informatik auf Schloss Dagstuhl
- Informatik Kompetenzzentrum an der Universität des Saarlandes, Saarbrücken
- Max-Planck-Institut für Informatik, Saarbrücken[2]
- Max-Planck-Institut für Softwaresysteme, Saarbrücken, Kaiserslautern
- Intel Visual Computing Institute, Universität des Saarlandes, Saarbrücken
- Zentrum für Bioinformatik, Universität des Saarlandes, Saarbrücken